# 云南石笔木
云南石笔木（学名：Tutcheria sophiae）为山茶科石笔木属下的一个种。

## 扩展阅读
- 維基物種上的相關：云南石笔木